# ウィリアム・グラスデール
ウィリアム・グラスデール（William Glasdale, ? - 1429年5月7日）は、百年戦争期のイングランドの軍人。

## 経歴
1428年10月から始まったオルレアン包囲戦に従軍、トゥーレル要塞の司令官となり500人の部隊と立て籠もった。シュルーズベリー伯ジョン・タルボット、サフォーク伯ウィリアム・ド・ラ・ポール、トーマス・スケールズらと共にオルレアン包囲戦の指揮を執っていたが、1429年4月29日にジャンヌ・ダルクがフランス軍の援軍としてオルレアンに駆けつけるとイングランド軍は劣勢に陥った。
グラスデールはトゥーレル要塞でジャンヌから降伏勧告を受けたが、「牛飼い女」と罵倒で返したという。
5月7日、フランス軍は橋の上に立つトゥーレル城塞の橋桁を焼き落とす作戦を展開し、これにより橋の上で戦っていたグラスデールは、多くのイングランド兵と共にロワール川に落下、重い甲冑を着ていたために水の中に沈んで溺死した。ジャンヌの復権裁判の際の証言によれば、この時ジャンヌはグラスデールをはじめ溺死した兵士の魂を思って泣いていたという。
ウィリアム・シェイクスピアの戯曲『ヘンリー六世 第1部』に登場する。